# Sternberg (Mecklembourg)
Sternberg est une ville de Mecklembourg-Poméranie-Occidentale, en Allemagne, dans l'arrondissement de Ludwigslust-Parchim.

## Géographie
Sternberg est située au bord du grand lac de Sternberg (Großer Sternberger See).

## Quartiers
- Gägelow
- Groß Görnow
- Groß Raden
- Klein Görnow
- Neu Pastin
- Pastin
- Sagsdorf
- Sternberger Burg
- Zülow

## Évolution démographique
| Année      | 1819 | 1855 | 1905 | 1939 | 1945 | 1989 | 2000 | 2009 |
| ---------- | ---- | ---- | ---- | ---- | ---- | ---- | ---- | ---- |
| Population | 1852 | 2550 | 2735 | 2743 | 4480 | 5200 | 5049 | 4427 |

## Personnalités liées à la ville
- Simon-Henri de Lippe (1649-1697), comte né à Sternberg.
- Karl Friedrich Passow (1798-1860), philologue né à Sternberg.
- Julius Heinrich Zimmermann (1851-1922), homme politique né à Sternberg.
- Alexander Behm (1880-1952), physicien né à Sternberg.
- Franz-Werner Jaenke (1905-1945), homme politique né à Sternberg.

## Jumelage
- Lütjenburg (Allemagne) depuis 1990